# Ганеш Пайн
Ганеш Пайн (*গণেশ পাইন, 11 червня 1937 —12 березня 2013) — індійський художник.

## Життєпис
Походив з родини середнього статку. Народився у Калькутті (Бенгалія) у 1937 році. Змалку захопився малюванням. У 1946 році втратив батька. У 1947 році під час заворушення у Калькутті з приводу розподілу Британської Індії на власне Індію та Пакистан, що отримували незалежність, Ганеш зазнав травми. Тому деякий час отримував домашню освіту. Згодом поступив до Державного коледжу мистецтв і ремесел, який закінчив у 1959 році. Водночас Пайн займається дослідженням живопису храмів у Бішнупуре, Оріссі і Варанасі.
Після цього починає працювати у друкарнях як ілюстратор, а також готував ескізи для мультфільмів кіностудії Мандар Мулліка, творчого, пристрасно захопленого мультиплікацією людини. Пайну доводилося робити кілька сотень малюнків на день.
У 1963 році стає членом Товариства сучасних художників. У 1968 році вперше стає учасником виставки (Всесвітній фестиваль молоді, м. Прага). У 1969 році бере участь у бієнале в Парижі. У 1970 році вінс еред учасників виставки Індійське сучасне мистецтво, що проходила у ФРН.
У 1970-ті роки Ганеш Пайн поступово починає здобувати відомість та авторитет у мистецьких колах. Тоді ж відомий майстер М. Ф. Хусейн назвав Пайн одним з найкращих художників Індії. У 1980-ті роки часто виставляється у Парижі, Лондоні, Вашингтоні, Дармштадті. У 1987 році пройшла його перша персональна виставка в Індії — у Делі. У 1998 році організовує свою персональну виставку у Колкаті.
Останні роки свого життя перебував у рідному місті, де створював нові роботи. Помер Г.Пайн 12 березня 2013 року у Колкаті.

## Творчість
Перші картини створені під впливом Бенгальської школи та Абаніндранатха Тагора, творчість якого захоплювало Пайна ще з дитячих років. Також твори Рембрандта були джерелом натхнення для Г.Пайна, а також праці Пауля Клея.
Його уява змінила по-дитячому прості і комічні образи у жахливі: гарчащі монстри, човняр, що рухається кудись, рештки тварин, напівзруйновані будівлі, що омиті зловісними променями місячного світла. Вони, немов примари, визирають із сутінкового царства, освітленого штучним сонцем. Насиченість життя і суворість смерті тут частини одного цілого: квіти проростають через грудну клітку, пашить здоров'ям дівчина, що уособлює весну, спокушає чоловіка, який перетворився на скелет. Маленький принц, що збирається на вершину гори з висохлих кісток. Інша картина, де еротизм межує з жахом зображує королеву, яка розмовляє з людиноподібним птахом.